# 原宿ベース
『原宿ベース』は、千葉テレビ放送で2015年1月9日 ～ 毎週金曜日26:30 - 27:00に放送されているバラエティ番組である（千葉テレビはネット受けのみで、制作は行っていない）。

## 概要
タレント、そして、セレクトショップ『Lure Magic』や『MagicCafe』のオーナーとしても活躍中のエルム。今後も芸能界・ファッション界を駆け抜けていくであろう彼女。自分のお店『Lure Magic』『MagicCafe』を舞台に、エルムが隊長となりアシスタントと共にゲストをおもてなし。ファッションコーディネートから、美容や飲食など女性が気になるトーク、さらには最新の原宿流行スポットも紹介していく。女性ならではの情報をふんだんに盛り込み、気軽に楽しめる深夜番組。

## 出演者
- MC
  - エルム
- アシスタントMC
  - 鎌田安里紗
  - 関根優那（Cheeky Parade）

### ゲスト
- 過去の出演者含む
  - #1
    - たかはしゆい

  - #2
    - 杏さゆり

  - #3
    - ORIE

  - #4
    - あやまん監督

  - #5
    - 鈴木真梨那（Cheeky Parade）

  - #6
    - 武家の女

  - #7
    - 志村理佳（SUPER☆GiRLS）

  - #8
    - 紺野ぶるま

  - #9
    - 橘ゆりか（アイドリング!!!）

## 音楽
オープニングテーマ
- 「ONE WAY-未来を信じて-」：THEGOLD（2015年1月16日 - ）

今月のピックアップアーティスト(1月)
- 「Rafflesia」：SOLIDEMO（2015年1月9日 - 1月30日）

今月のピックアップアーティスト(2月)
- 「ギラギラRevolution」：SUPER☆GiRLS（2015年2月6日 - ）

今月のピックアップアーティスト(3月)
- 「Star Shine Story」：GEM（2015年3月6日 - ）

## スタッフ（過去のスタッフ含む）
- ナレーター：舟木葵
- 構成：荒井靖裕
- CAM：添田周希、菊池隆、後藤敏文、石原啓之
- VE：川崎修、市川大祐
- EED：吉田美由紀、佐藤健
- MA：尾崎達哉
- 協力：POP! gourmet popcorn、DelRey Cafe & Chocolatier、CLINTON ST.BAKING COMPANY AND RESTAURANT、Mango Cha Cha、キャンディー・ショータイム、garrett popcorn shops、muy mucho、韓式屋台 胡同
- 技術協力：テックサービス、スタジオブレーン
- 特別協力：TiA Co.,Ltd.、LureMagic
- キャスティング　大本ヨンジョン英正
- AD：中良行、下村直人
- ディレクター：宮坂悟史
- プロデューサー：高木征太郎
- 制作：東京コンテンツラボ
- 製作著作：東京コンテンツラボ